# 칠곡군 (1948년 선거구)
칠곡군은 대한민국의 옛 국회의원 선거구이다. 당시 경상북도 칠곡군 지역을 관할했다.

## 역사
제헌 국회의원 선거를 앞두고 칠곡군 전 지역을 관할하는 선거구로 신설되었다.
제6대 국회의원 선거를 앞두고 성주군 선거구와 통합되면서 성주군·칠곡군 선거구를 이루게 됨에 따라 폐지되었다.

## 역대 국회의원
| 선거   | 정당 | 정당               | 의원   |
| ------ | ---- | ------------------ | ------ |
| 1948년 |      | 대한독립촉성국민회 | 장병만 |
| 1950년 |      | 무소속             | 장택상 |
| 1954년 |      | 무소속             | 장택상 |
| 1958년 |      | 무소속             | 장택상 |
| 1960년 |      | 무소속             | 장택상 |

## 역대 선거 결과

### 대한민국 제헌 국회의원 선거
|  | 36.24% |

|  | 32.25% |

|  | 31.49% |

|  | 0% |

### 대한민국 제2대 국회의원 선거
|  | 58.65% |

|  | 8.36% |

|  | 7.09% |

|  | 6.70% |

|  | 4.89% |

|  | 4.12% |

|  | 3.49% |

|  | 2.49% |

|  | 2.41% |

|  | 1.34% |

|  | 0.41% |

### 대한민국 제3대 국회의원 선거
|  | 79.52% |

|  | 18.55% |

|  | 1.91% |

### 대한민국 제4대 국회의원 선거
|  | 74.95% |

|  | 25.04% |

### 대한민국 제5대 국회의원 선거
|  | 30.59% |

|  | 22.06% |

|  | 13.89% |

|  | 8.67% |

|  | 8.09% |

|  | 8.06% |

|  | 4.43% |

|  | 2.38% |

|  | 1.78% |

|  | 0% |